# Parco nazionale della foresta pietrificata
Il parco nazionale della foresta pietrificata (in inglese Petrified Forest National Park) è un parco situato nel nord-est dell'Arizona, negli Stati Uniti d'America. Chiamato così per via dei suoi grandi depositi di foresta fossile, il parco si estende per circa 900 km² comprendendo una steppa semi-desertica e arbustiva, così come dei calanchi altamente erosi e variopinti. Il cuore del parco si trova a circa 42 km a est di Holbrook lungo la Interstate 40 (I-40), che corre parallela alla linea ferroviaria Southern Transcon della BNSF Railway, al fiume Puerco e alla storica U.S. Route 66, la quale attraversa il parco grosso modo da est a ovest. Il sito, la cui parte settentrionale si estende nel Deserto Dipinto, è stato dichiarato monumento nazionale nel 1906 e parco nazionale nel 1962. Il parco ha ospitato 644 922 visitatori nel 2018.
Con una media di circa 1 600 metri di altitudine, il parco vanta un clima secco e ventoso, con temperature che variano da massime estive di circa 38 gradi a minime invernali ben al di sotto dello zero. Nel parco si trovano più di 400 specie di piante, ma si riscontra un netto dominio di erbe a basso fusto, soprattutto graminacee. La fauna include animali di taglia grande come antilocapre, coyote e linci rosse e altri più piccoli tra cui topi cervini, serpenti, lucertole e sette tipi di anfibi. Tra gli uccelli si contano più di 200 specie, alcune delle quali stanziali e altre migratori. Circa un terzo del parco, ossia 203 km², è designato come territorio incontaminato (wilderness).
La foresta pietrificata è nota per i suoi fossili, in particolare alberi caduti vissuti nell'era del Triassico superiore, circa 225 milioni di anni fa. I sedimenti contenenti i tronchi fossili fanno parte della vasta e colorata Formazione Chinle, a cui il Deserto Dipinto deve il nome. A partire da circa 60 milioni di anni fa, l'altopiano del Colorado, di cui fa parte il parco, fu spinto verso l'alto dalle forze tettoniche e sottoposto a una maggiore erosione. Tutti gli strati rocciosi del parco sopra il Chinle, ad eccezione di quelli geologicamente recenti trovati in alcune parti del parco, sono stati erosi dal vento e dall'acqua. Oltre ai tronchi pietrificati, i fossili rintracciati nel parco includono felci del tardo Triassico, cicadine, ginco e molte altre piante, nonché fauna tra cui rettili giganti detti fitosauri, grandi anfibi e antichi dinosauri. I paleontologi hanno portato alla luce e studiato i fossili nell'area sin dall'inizio del XX secolo.
Le prime tracce della presenza umana nel parco risalgono a 13 000 anni fa ed erano antenati dei nativi americani. Circa 2 500 anni fa, nella zona vivevano popolazioni dedite alla coltivazione del mais stanziate in rifugi sotterranei. Mille anni fa cominciò la costruzione di strutture in muratura non più sotterranee chiamate pueblo, e le comunità si riunivano in grandi edifici comuni chiamati kiva. Entro il 1450 d.C., si verificò una migrazione che portò all'unione dei popoli stanziati nell'area del moderno parco con quelle situate sulle Hopi Mesas, a nord-ovest, e quelle del Pueblo di Zuni, a est, le quali apparivano in uno stato di forte sviluppo. Questi luoghi ospitano ancora oggi migliaia di membri discendenti di quelle comunità. Nel parco sono stati scoperti più di 1000 siti archeologici, tra cui delle caratteristiche incisioni rupestri. Questi luoghi ancestrali continuano a rivestire grande importanza per le comunità discendenti dai nativi americani. Nel XVI secolo, gli esploratori spagnoli visitarono la zona e, a metà del XIX secolo, un gruppo statunitense aveva esaminato una rotta est-ovest attraverso l'area in cui ora si trova il parco e aveva notato le tracce del legno pietrificato. Nei decenni successivi, la costruzione delle strade e di una ferrovia diedero origine al fenomeno del turismo nella regione e, prima che essa fosse protetta, a innumerevoli razzie di fossili. Il furto di legno pietrificato continua a rimanere un problema nel XXI secolo.

## Descrizione

### Geografia fisica

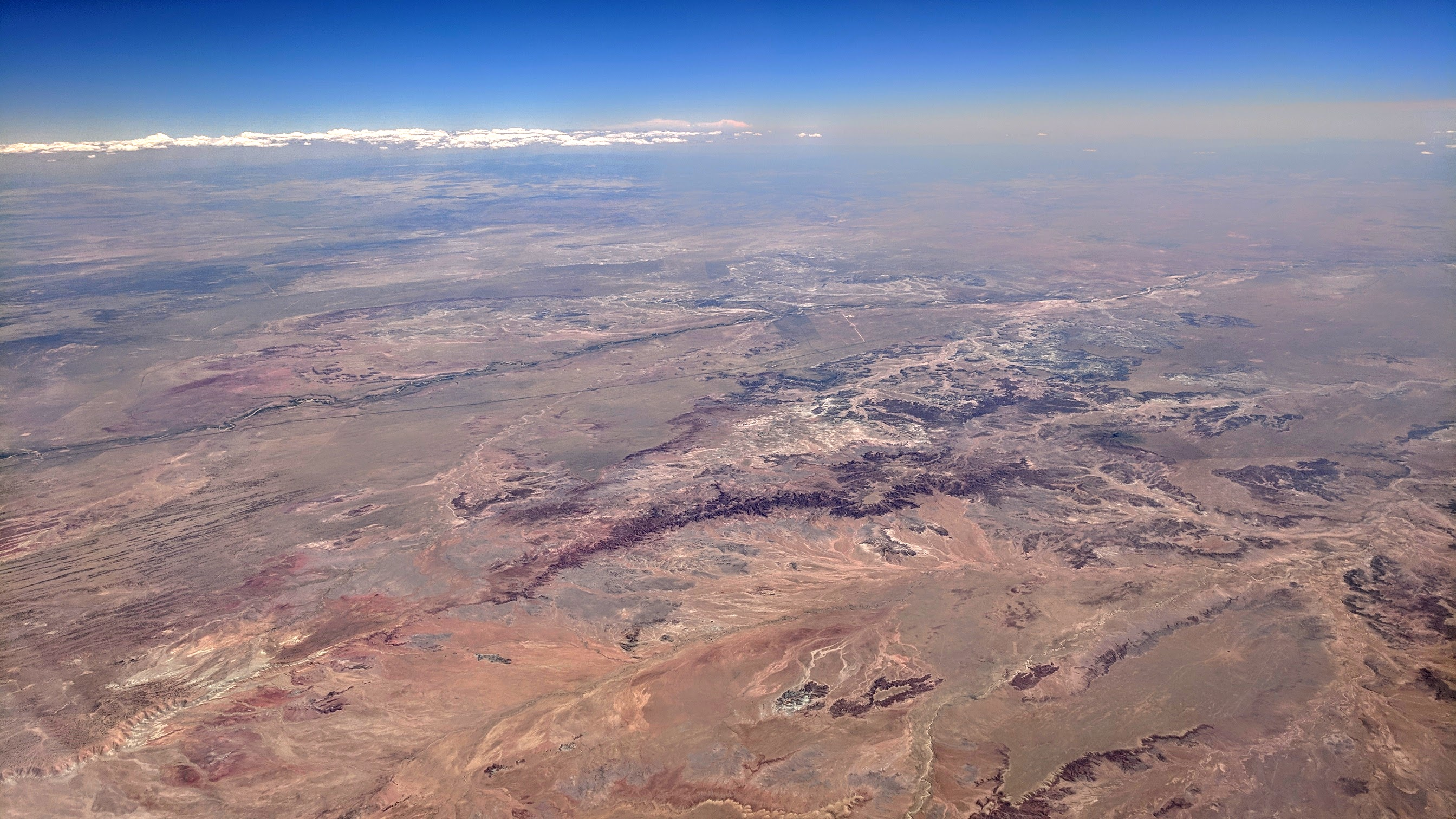
Panoramica aerea verso sud dalla riserva Navajo (in primo piano) attraverso il Deserto Dipinto, il parco della foresta pietrificata e Adamana, Arizona

Il parco nazionale della foresta pietrificata si estende a cavallo del confine tra la contea di Apache e quella di Navajo, nel nord-est dell'Arizona, negli Stati Uniti d'America. Il parco si estende per circa 50 km da nord a sud e la sua larghezza varia da un massimo di circa 20 km a nord a un minimo di circa 1,6 km lungo uno stretto corridoio tra nord e sud, dove il parco si allarga di nuovo fino a circa 6-8 km.
L'I-40, la vecchia U.S. Route 66, la BNSF Railway e il fiume Puerco tagliano in due l'area seguendo perlopiù un andamento da est a ovest lungo un percorso simile. Adamana, una città fantasma, si trova a circa 1,6 km a ovest del parco lungo i binari della BNSF. Holbrook, a circa 40 km a ovest della sede centrale del parco lungo la I-40, è la città più prossima. La Park Road, che attraversa il parco da nord a sud, corre tra la I-40 vicino alla sede centrale del parco a nord e la Route 180 a sud. La storica Highway 180, predecessore della moderna strada, attraversa il confine meridionale del parco. Come la Route 66, non ha subito interventi di manutenzione e attualmente è chiusa. Sono infine molte le strade sterrate interdette al pubblico che intersecano la Park Road.
L'area a pagamento del parco di proprietà del NPS copre circa 600 km². La Riserva Navajo confina con il parco a nord e a nord-est. I terreni di proprietà statale, quelli federali controllati dal Bureau of Land Management e quelli privati, molti dei quali utilizzati per l'allevamento di bovini, lambiscono gli altri confini. L'altitudine del parco sul livello del mare varia da un minimo di 1 630 m lungo il fiume Puerco a un massimo di 1 900 m a Pilot Rock; l'altitudine media è pari a circa 1 650 m. Il terreno ha una conformazione abbastanza variegata che passa da dolci colline e grandi depositi di legno pietrificato a sud a calanchi erosi a nord. Il grosso dei corsi d'acqua stagionali del parco, tra cui il Lithodendron Wash, il Dead Wash, il Ninemile Wash e il Dry Wash, sfociano nel fiume Puerco. Nella parte meridionale del parco, il Cottonwood Wash e il Jim Camp Wash raggiungono il Little Colorado.

### Geologia
La foresta pietrificata locale è conosciuta soprattutto per i fossili che ospita, in particolare per gli alberi caduti vissuti nell'epoca del Triassico superiore e nel Mesozoico, circa 225-207 milioni di anni fa. Durante questa epoca, la regione che oggi ospita il parco era prossima all'Equatore sul margine sud-occidentale della Pangea, con un clima umido e subtropicale. La futura Arizona nord-orientale era all'epoca una bassa pianura fiancheggiata da montagne a sud e sud-est e da un mare a ovest. I corsi d'acqua che scorrevano attraverso la pianura dagli altopiani depositavano sedimenti inorganici e materia organica, compresi alberi e altre piante e animali che erano entrati o caduti nell'acqua. Sebbene la maggior parte della materia organica si decompone in fretta o viene mangiata da altri organismi, una parte ne è rimasta intatta sepolta così rapidamente da rimanere intatta e si è poi fossilizzata. All'interno del parco, i sedimenti contenenti i tronchi fossili da cui il parco prende il nome fanno parte della cosiddetta Formazione Chinle.

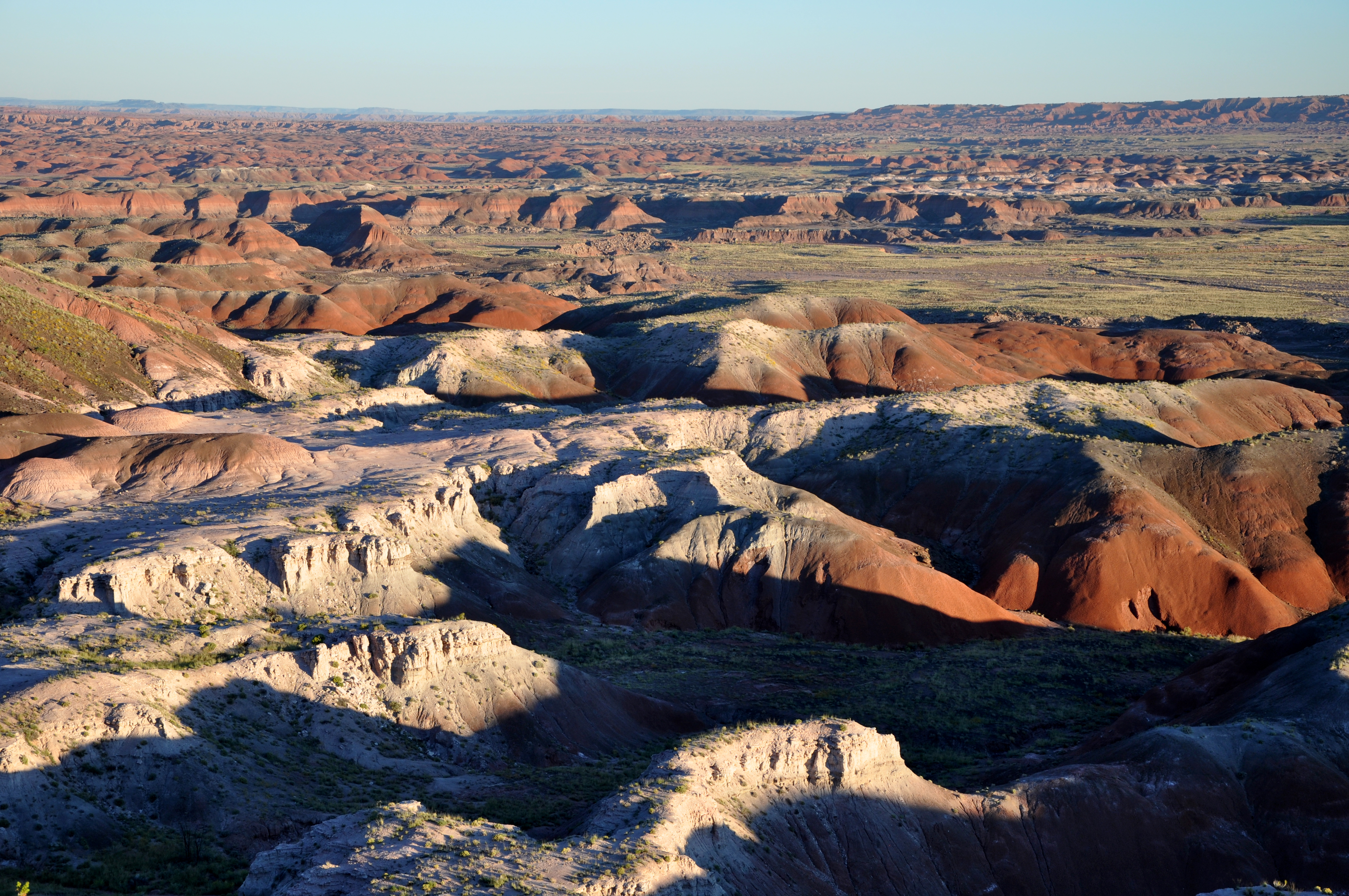
I calanchi del Deserto Dipinti visti da Tawa Point

Il variopinto Chinle, che si palesa in molte aree degli Stati Uniti sud-occidentali e che conferisce il nome al Deserto Dipinto, presenta in loco uno spessore fino a 240 m. È costituito da una varietà di rocce sedimentarie tra cui letti di fanghiglia, siltite e argilla a grana fine e morbida, gran parte della quale è bentonite, così come arenaria e conglomerato più duri e calcare. Esposto al vento e all'acqua, il Chinle di solito erode in modo differenziale (degradazione meteorica) in calanchi contraddistinti da scogliere, burroni, mese, butte e colline arrotondate. L'argilla bentonitica locale, che tende ad aumentare il proprio volume quando si bagna e si restringe quando vi è siccità, provoca movimenti superficiali e crea delle fratture che impediscono la crescita delle piante. La mancanza di copertura vegetale rende il Chinle particolarmente suscettibile agli agenti atmosferici.
Circa 60 milioni di anni fa, i movimenti tettonici della crosta terrestre iniziarono a sollevare l'altopiano del Colorado, nel quale rientra il Deserto Dipinto. Alla fine, alcune parti dell'altopiano si sollevarono fino a 3 000 metri sopra il livello del mare. Questa deformazione della superficie terrestre portò alla graduale e continua distruzione dell'altopiano per erosione. All'interno del parco si verifica una discordanza angolare (interruzione nel normale avanzamento della sedimentazione delle rocce) di circa 200 milioni di anni, dove l'erosione ha rimosso ogni strato roccioso sopra il Chinle, ad eccezione di quelli geologicamente recenti. La Formazione Bidahochi, depositatasi solo da 4 a 8 milioni di anni fa, poggia direttamente in cima al Chinle e le rocce depositate nel Giurassico, nel Cretaceo e in gran parte nel Terziario sono assenti.

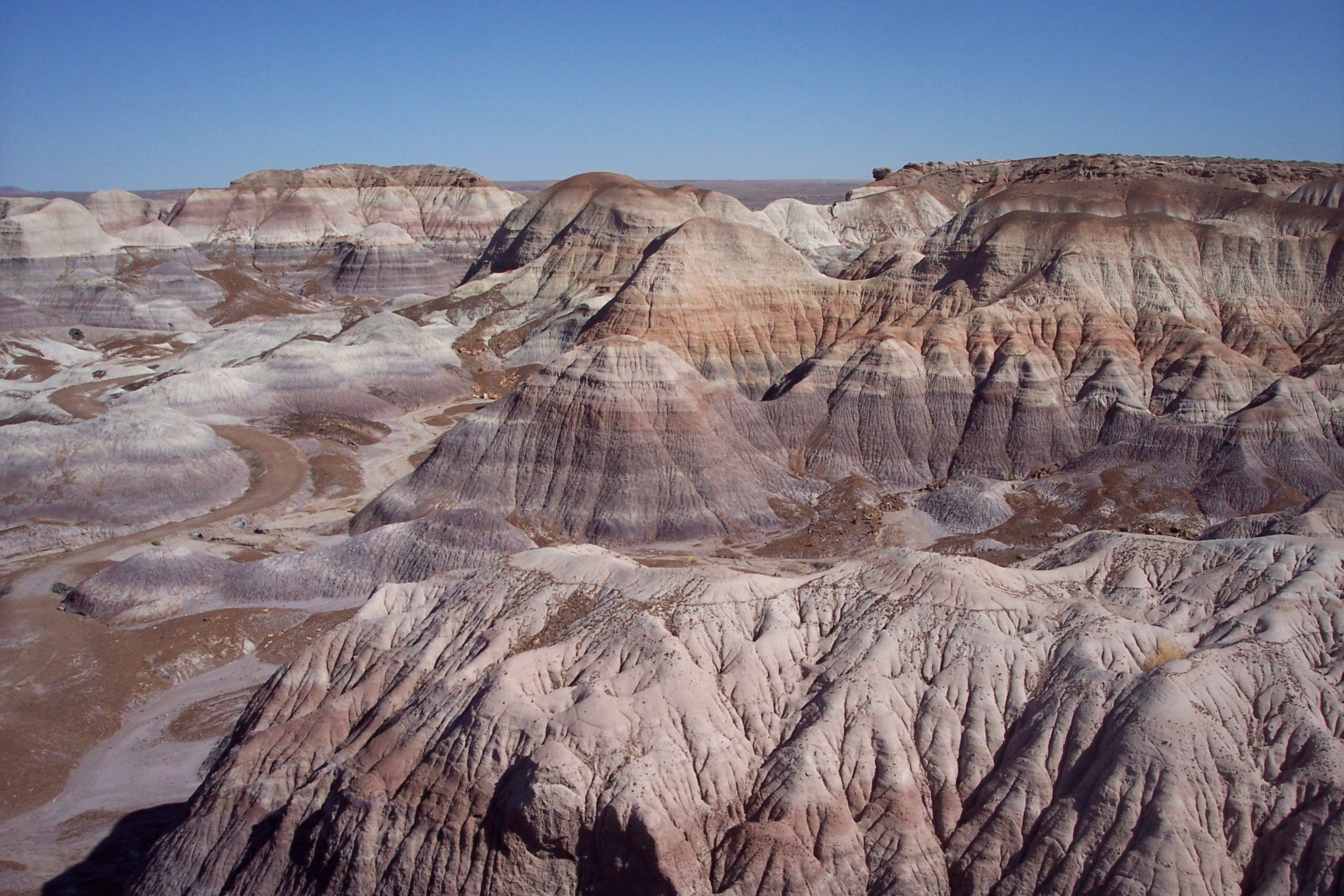
Il Deserto Dipinto e la foresta pietrificata vista da Blue Mesa

Durante il periodo della deposizione di Bidahochi, un grande bacino lacustre ricopriva gran parte dell'Arizona nord-orientale. Gli strati più antichi (inferiori) della formazione sono costituiti da depositi di limo, sabbia e argilla fluvio-lacustri. Gli strati più recenti legati al Bidahochi contengono cenere e lava provenienti da vulcani che eruttarono nelle vicinanze e fino al Nevada sud-occidentale. Sebbene il grosso del Bidahochi sia stato eroso nel frattempo, una piccola parte di esso affiora nella parte settentrionale del parco, su Pilot Rock, nella sezione dichiarata incontaminata nel parco e lungo il limite del Deserto Dipinto tra i punti Pintado e Tawa. Vulnerabili all'erosione del Bidahochi, esistono formazioni vulcaniche chiamate maar (crateri vulcanici a fondo piatto, approssimativamente circolari, di origine freato-magmatica). Dal belvedere di Pintado Point si può vedere una bocca di maar.
Durante il Quaternario (da 2,6 milioni di anni fa a oggi), depositi di sabbia trasportata dal vento e dalle alluvioni ricoprivano gran parte del Chinle e del Bidahochi. Le dune più antiche risalgono a un arco temporale compreso tra i 500 000 anni nelle altitudini più elevate nella parte settentrionale del parco fino a circa 10 000 anni nelle aree più sabbiose lungo il Lithodendron Wash. Stabilizzate da erbe e altra vegetazione, giovani dune di circa 1 000 anni si trovano in tutto il parco.

#### Paleontologia

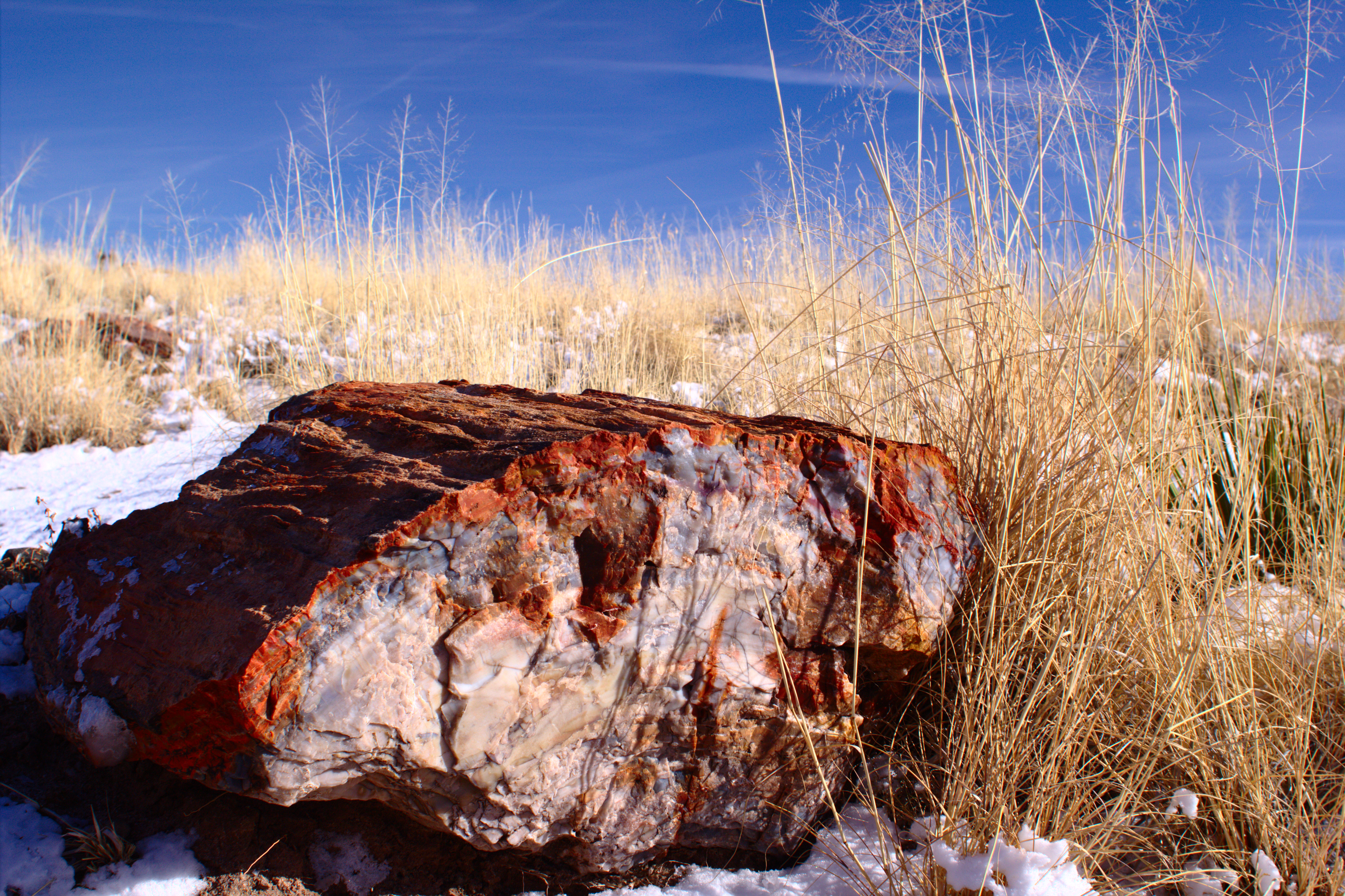
Un tronco pietrificato nella foresta

Durante il tardo Triassico, gli alberi caduti che si accumulavano nei canali fluviali in quello che divenne il parco venivano periodicamente sepolti da sedimenti contenenti cenere vulcanica. Le falde acquifere dissolsero la silice (biossido di silicio) dalla cenere e la trasportarono nei tronchi, dove formarono cristalli di quarzo che hanno gradualmente sostituito la materia organica. Le tracce di ossido di ferro e le altre sostanze combinate con la silice hanno creato vari colori nel legno pietrificato.

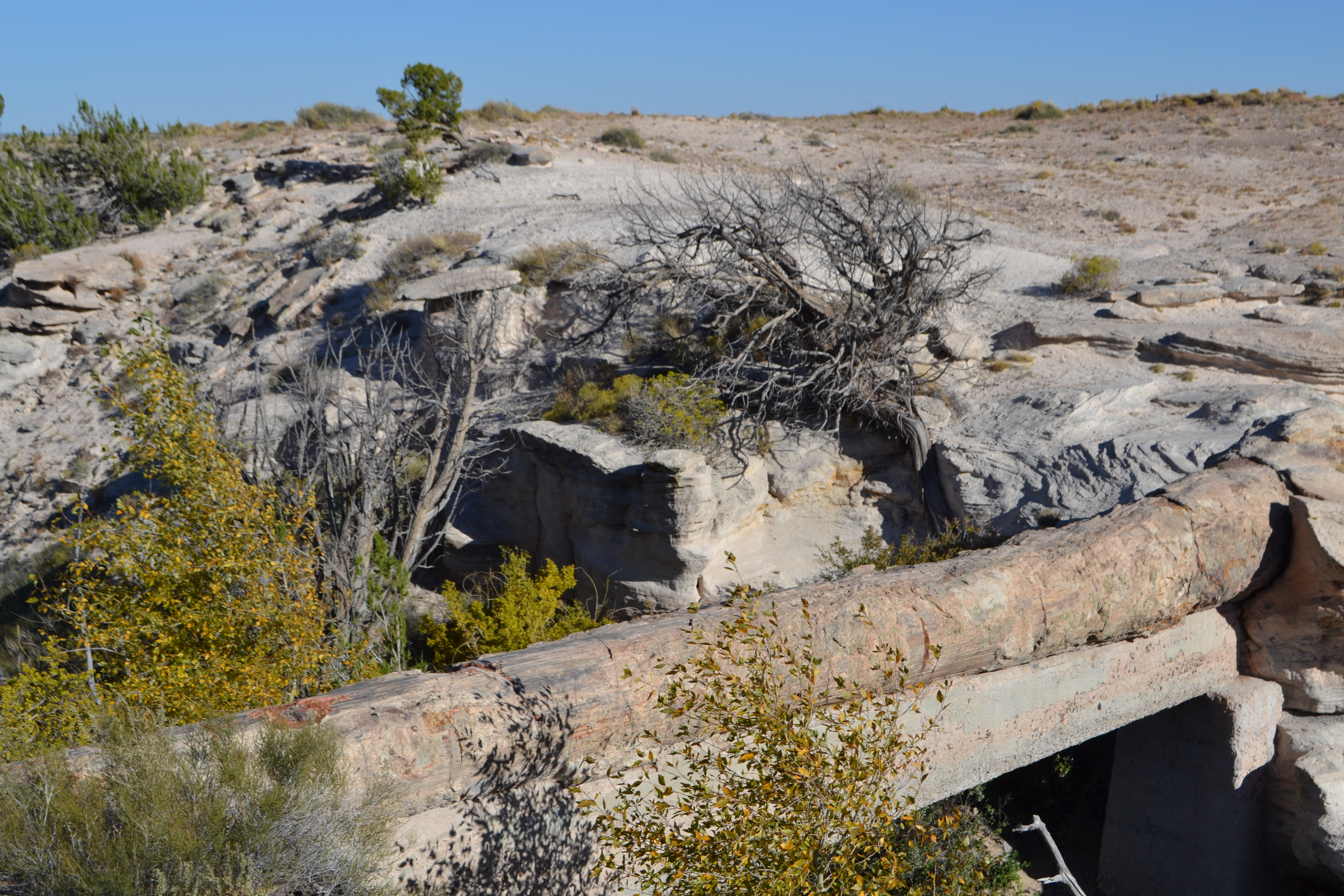
Un albero fossilizzato presso Agate Bridge

Nel parco in esame, la maggior parte dei tronchi del parco ha preservato il suo aspetto esteriore originario durante la pietrificazione, perdendo però la propria struttura interna. Tuttavia, una piccola porzione dei tronchi e numerosissime ossa animali pietrificate del parco presentano cellule e altri spazi pieni di minerali, ma che conservano ancora gran parte della loro struttura organica primordiale. Grazie a questi fossili permineralizzati, è possibile studiare la composizione cellulare degli organismi dell'epoca con l'ausilio di un microscopio. Altra materia organica, in genere foglie, semi, pigne, granuli di polline, spore, piccoli steli e resti di pesci, insetti e animali, è sopravvissuta sotto forma di fossili da compressione, appiattiti dal peso dei sedimenti sovrastanti fino a casi in cui la roccia non è più spessa di una sottile pellicola.

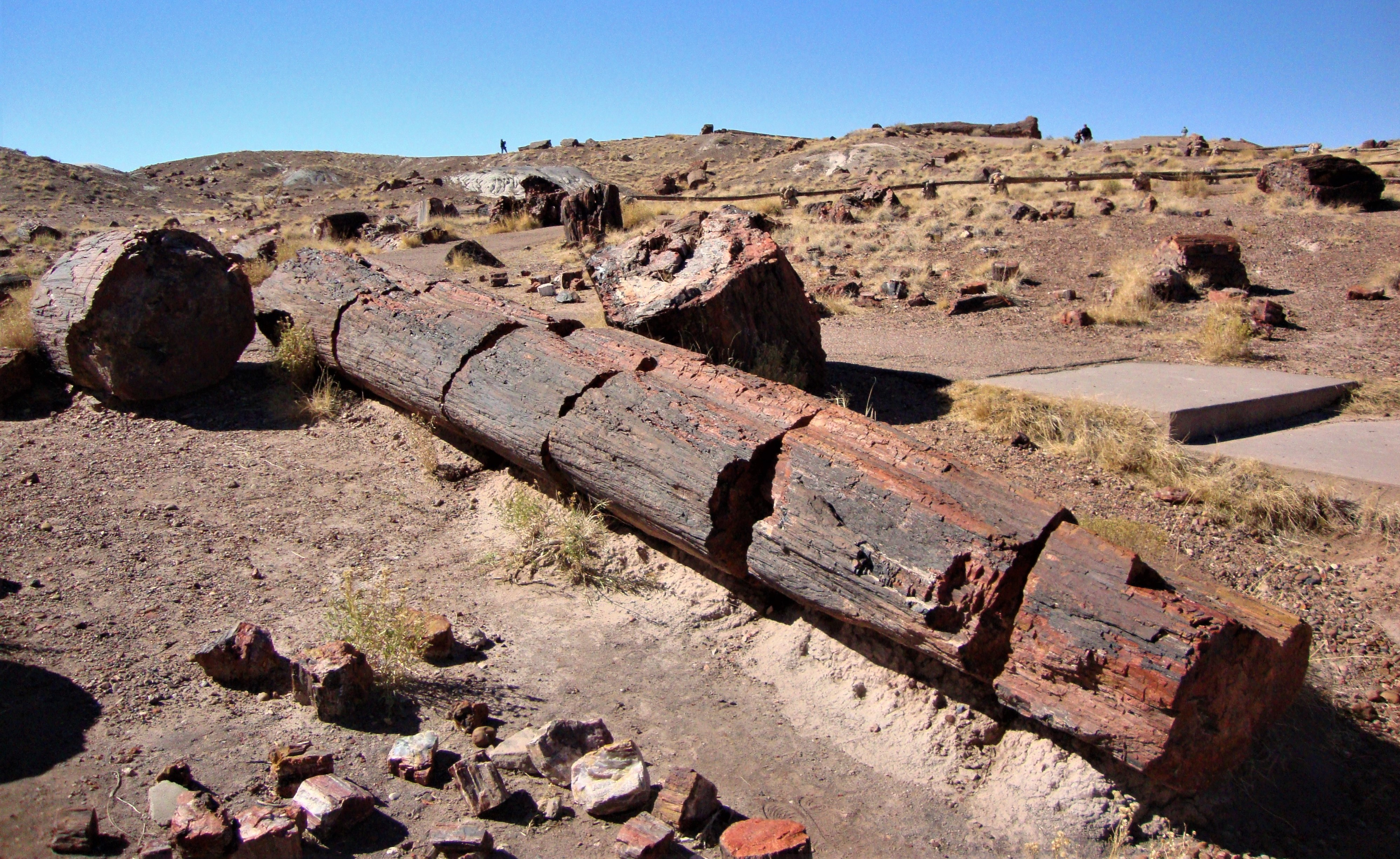
Albero pietrificato, fratturato in segmenti

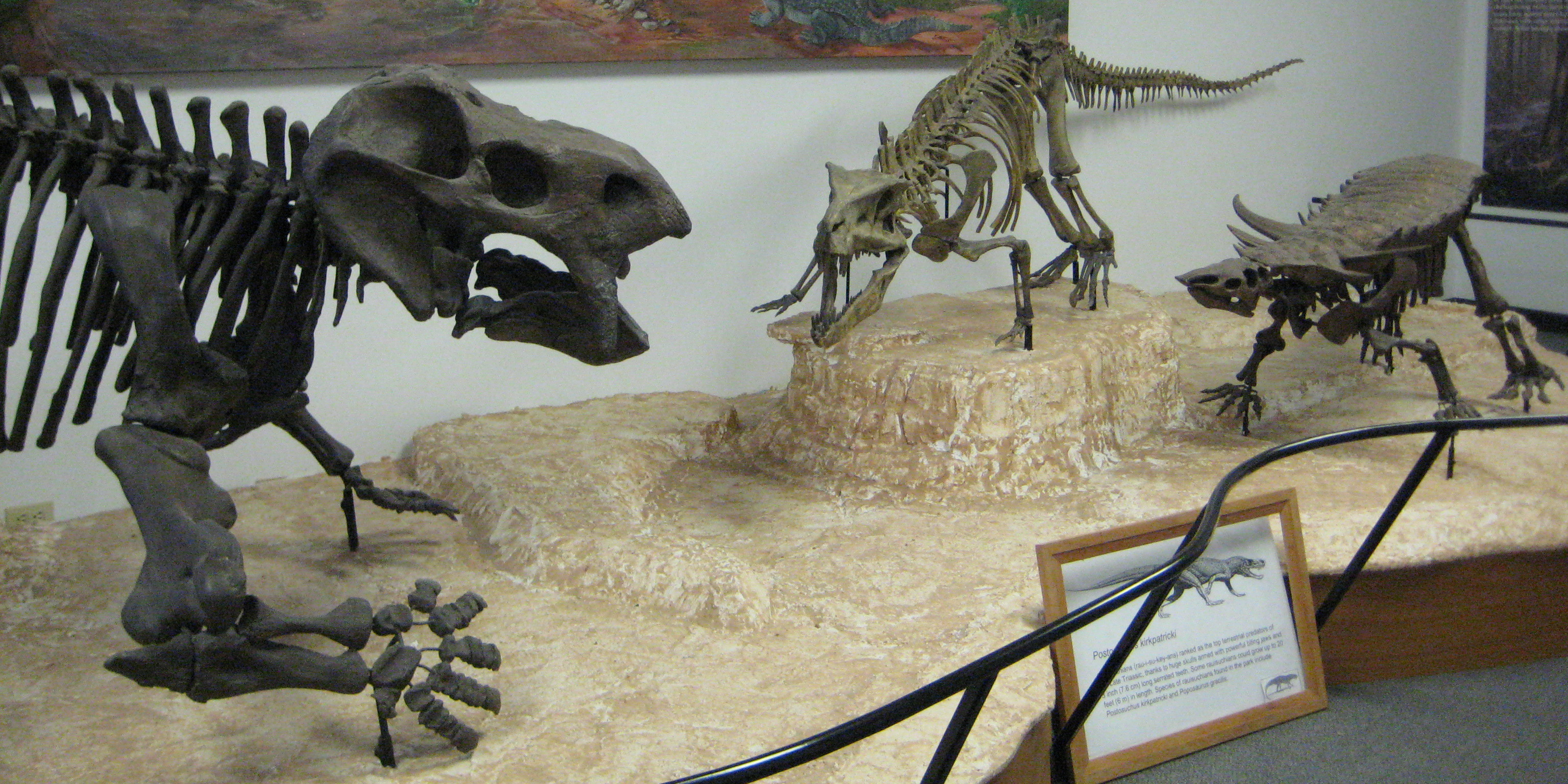
Scheletri del Triassico ricostruiti trovati nella foresta pietrificata

Gran parte del legno pietrificato del parco proviene da alberi di Araucarioxylon arizonicum, una conifera estinta, mentre nella parte settentrionale si trovano esemplari di Woodworthia arizonica e di Schilderia adamanica. Sono state identificate almeno nove specie di alberi fossili del parco, tutte estinte. Il parco vanta molti altri tipi di fossili oltre agli alberi. Il Chinle, considerato uno dei depositi di piante fossili del tardo Triassico più ricchi al mondo, contiene più di 200 taxa differenti. Tra queste si annoverano infatti licofite, felci, cicadine, conifere, ginco e alcune forme non classificate. Il parco ospita altresì svariati vertebrati fossili risalenti al tardo Triassico, tra cui i primi dinosauri teropodi, arcosauri della linea dei coccodrilli, temnospondili anfibi, lissanfibi, diapsidi non arcosauromorfi, altri dinosauromorfi e infine arcosauromorfi. I dicinodonti sono estremamente rari, nonostante siano stati ampiamente rintracciati nel sottosuolo della vicina Placerias, a ridosso di St. Johns. I fossili invertebrati includono chiocciole e vongole d'acqua dolce. Il più antico gambero portato alla luce è stato l'Enoploclytia porteri, sebbene non sia considerato un gambero propriamente detto (essendo infatti ricondotto al gruppo degli Erymidae).
Di seguito sono elencate le nuove specie animali identificate per la prima volta in località comprese all'interno degli attuali confini del parco, alcune delle quali non sono mai state rintracciate altrove nel mondo.
| Clado                    | Taxon                       | Studiosi                                              | Anno di pubblicazione |
| ------------------------ | --------------------------- | ----------------------------------------------------- | --------------------- |
| Gymnophionomorpha        | Funcusvermis gilmorei       | Kligman, Gee, Marsh, Nesbitt, Smith, Parker e Stocker | 2023                  |
| Aetosauria               | Kryphioparma caerula        | Reyes, Parker e Heckert                               | 2023                  |
| Allokotosauria           | Puercosuchus traverorum     | Marsh, Parker, Nesbitt, Kligman e Stocker             | 2022                  |
| Cynodontia               | Kataigidodon venetus        | Kligman, Marsh, Sues, & Sidor                         | 2020                  |
| Drepanosauromorpha       | Skybalonyx skapter          | Jenkins, Pritchard, Marsh, Kligman, Sidor e Reed      | 2020                  |
| Allokotosauria           | Trilophosaurus phasmalophos | Kligman, Marsh, Nesbitt, Parker, Stocker              | 2020                  |
| Drepanosauromorpha       | Ancistronychus paradoxus    | Gonçalves & Sidor                                     | 2019                  |
| Aetosauria               | Scutarx deltatylus          | Parker                                                | 2016                  |
| Phytosauria              | Protome batalaria           | Stocker                                               | 2012                  |
| Aetosauria               | Adamanasuchus eisenhardtae  | Lucas, Hunt, & Spielmann                              | 2007                  |
| Phytosauria              | Pseudopalatus jablonskiae   | Parker & Irmis                                        | 2006                  |
| Allokotosauria           | Trilophosaurus dornurum     | Mueller & Parker                                      | 2006                  |
| Tetrapoda incertae sedis | Kraterokheirodon colberti   | Irmis & Parker                                        | 2005                  |
| Reptilia incertae sedis  | Acallosuchus rectori        | Long & Murry                                          | 1995                  |
| Dinosauria               | Chindesaurus bryansmalli    | Long & Murry                                          | 1995                  |
| Proterochampsia          | Vancleavea campi            | Long & Murry                                          | 1995                  |
| Fitosauroia              | Machaeroprosopus mcauleyi   | Ballew                                                | 1989                  |
| Decapoda                 | Enoploclytia porteri        | Miller & Ash                                          | 1988                  |
| Phytosauria              | Smilosuchus adamanensis     | Camp                                                  | 1930                  |
| Phytosauria              | Machaeroprosopus pristinus  | Mehl                                                  | 1928                  |

## Storia

### Dall'Antichità alle esplorazioni europee
Sono stati scoperti più di 1 200 siti archeologici all'interno dei confini del parco nazionale della foresta pietrificata. Sulla base delle informazioni disponibili, si è compreso che i primi abitanti della regione giunsero oltre 12 000 anni fa. Le punte di lancia di tipo Clovis e Folsom realizzate in legno pietrificato figurano tra i primi manufatti realizzati da paleoamericani nel parco. Tra l'8 000 e il 1 000 a.C., durante il cosiddetto periodo arcaico, dei gruppi nomadi stabilirono degli accampamenti stagionali nella foresta pietrificata per cacciare selvaggina come conigli, antilocapre e cervi, oltre a raccogliere semi di achnatherum hymenoides (una graminacea) e altre piante selvatiche. Almeno dal 1 000 a.C. e per tutto il periodo Basketmaker II (200 a.C.–500 d.C.), gli agricoltori ancestrali pueblo iniziarono a coltivare mais, assistendo a una fase di crescita demografica. Molte famiglie costruirono delle case nella foresta pietrificata e, come mai fino ad allora, cominciarono a risiedervi per tutto l'anno.
Durante il periodo del Basketmaker III (500-700 d.C.), le famiglie occuparono strutture sotterranee poco profonde, inizialmente situate su mese o altri punti panoramici e in seguito alla base di pareti rocciose e in pianura, dove il terreno era migliore. I modelli di insediamento cambiarono e il numero della popolazione crebbe nell'epoca Pueblo I, tra il 700 e il 900. Per la prima volta, grandi gruppi di famiglie si aggregarono e formarono grandi villaggi; ogni nucleo familiare prese l'abitudine di edificare grandi strutture residenziali sotterranee ben isolate per stare al caldo durante i freddi mesi invernali e diverse stanze adiacenti fuori terra realizzate in pietra e jacal che conferivano un effetto simile all'adobo, utilizzate per la conservazione del cibo e le attività quotidiane durante i mesi più caldi. Durante il principio del periodo Pueblo II (900-1050), gli agricoltori ancestrali Pueblo iniziarono a costruire architetture in muratura non più al di sotto del livello del suolo (si pensi alla cosiddetta Casa Agata, in inglese Agate House, una piccola struttura in muratura realizzata con legno pietrificato che è aperta al pubblico); ciò confermerebbe ulteriormente un maggiore grado di permanenza stabile nell'area. Durante i periodi tardo Pueblo II e il principio del Pueblo III (1050-1225), si assistette a un nuovo momento di vertiginoso sviluppo demografico. È per questa ragione che, seguendo la tendenza di gran parte del mondo dei Pueblo ancestrali, sono stati identificati quasi 1 000 siti risalenti al periodo summenzionato in luoghi assai distanti tra di loro. È il caso dei ritrovamenti alle foci degli arroyo, vicino ad alcune falde e nei pressi di dune di sabbia che riuscivano a trattenere l'umidità.

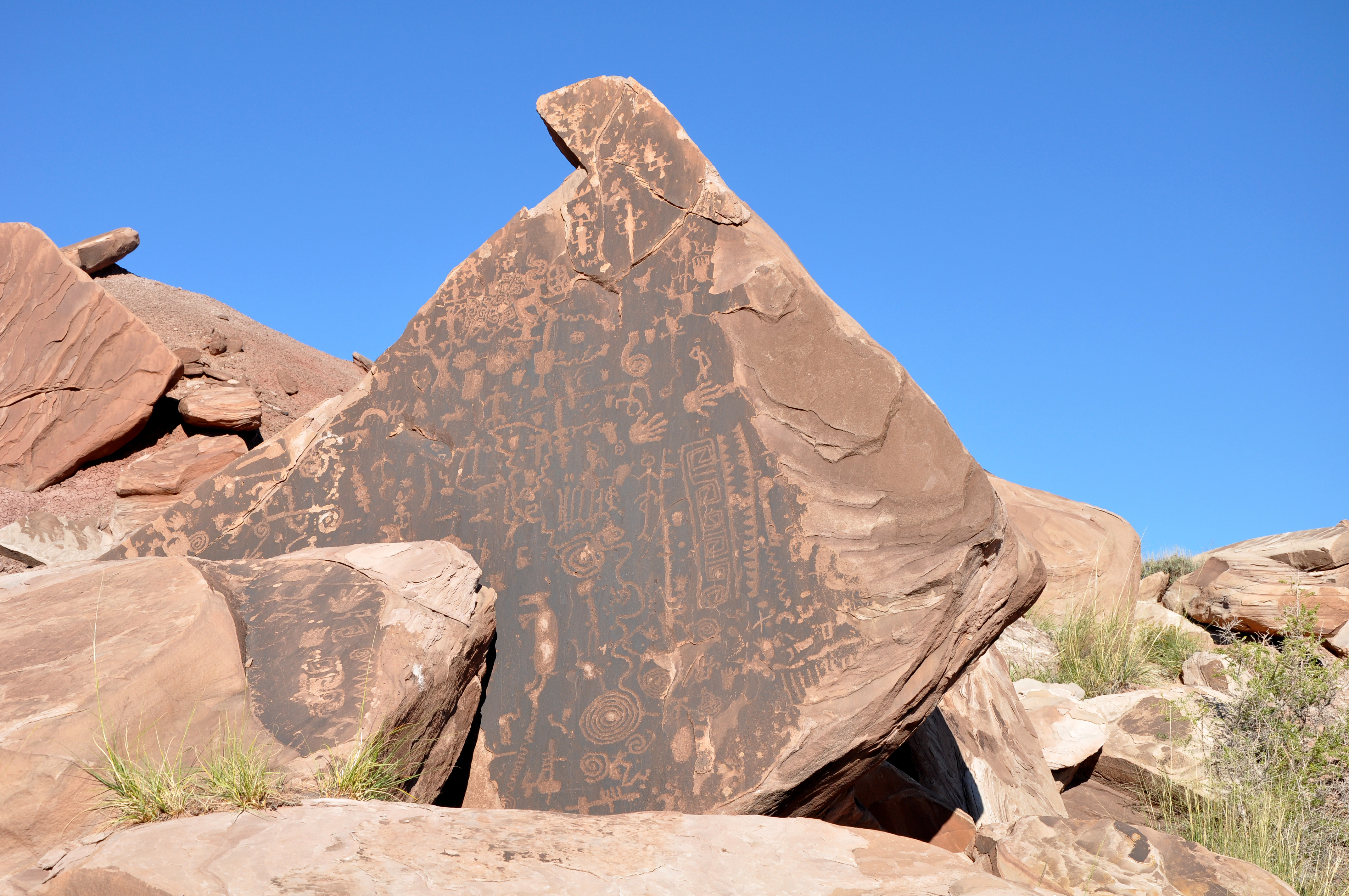
Incisioni rupestri realizzati con la vernice del deserto nel parco nazionale della foresta pietrificata

Tra il 1250 e il 1450, i nuclei familiari dei Pueblo ancestrali si riunivano in grandi strutture in muratura simili a condomini (note appunto come pueblo) con diverse centinaia di persone che vivevano assiepati in spazi ristretti. Questi grandi villaggi erano spesso situati vicino a consistenti fonti d'acqua. La popolazione locale si frammentò in più di un paio di grandi pueblo, di cui uno viene chiamato Ascia di Pietra (Stone Axe), localizzata a circa 1 km a est del parco, e l'altro Puerco Pueblo, che si affaccia sul fiume Puerco, vicino al cuore centrale del parco. In quest'ultimo sito si sono scoperte circa 200 stanze attorno a una vasta piazza. Alcune stanze non avevano finestre o porte e si poteva accedere salendo una scala e scendendo attraverso un buco nel tetto. Al suo apice, vivevano forse 200 persone in questo pueblo. Nel corso del tempo, tuttavia, ebbero luogo delle migrazioni che portarono gli abitanti della regione a raggiungere i più vasti insediamenti nelle Hopi Mesas, nell'Arizona settentrionale, e il Pueblo di Zuni, nel Nuovo Messico settentrionale, in forte fase di sviluppo. Lì i discendenti degli antichi contadini stanziatisi presso la foresta pietrificata vivono ancora nel XXI secolo. Alcuni ricercatori hanno sostenuto che delle condizioni climatiche persistentemente secche motivarono la stagione dell'emigrazione e che gli ultimi residenti abbandonarono Puerco Pueblo intorno al 1380.
A Puerco Pueblo e in molti altri siti all'interno del parco, sono state ritrovate numerose incisioni rupestri sulle superfici rocciose, spesso realizzate con una patina nota come vernice del deserto. Si pensa che la maggior parte delle incisioni del parco nazionale della foresta pietrificata sia stata ultimata tra i 650 e i 2 000 anni fa.
Tra il XVI e il XVIII secolo, gli esploratori europei che ricercavano delle rotte stradali che potessero collegare le colonie spagnole lungo il Rio Grande fino a sud-est e quelle altre situate lungo la costa del Pacifico a ovest transitarono nell'area, battezzandola con il nome di El Desierto Pintado, da cui la designazione moderna "Deserto Dipinto" (Painted Desert). Tuttavia, le iscrizioni più antiche realizzate dagli spagnoli nel parco, lasciate dai discendenti dei primi coloni iberici della regione, risalgono soltanto alla fine del XIX secolo.

### Stati Uniti

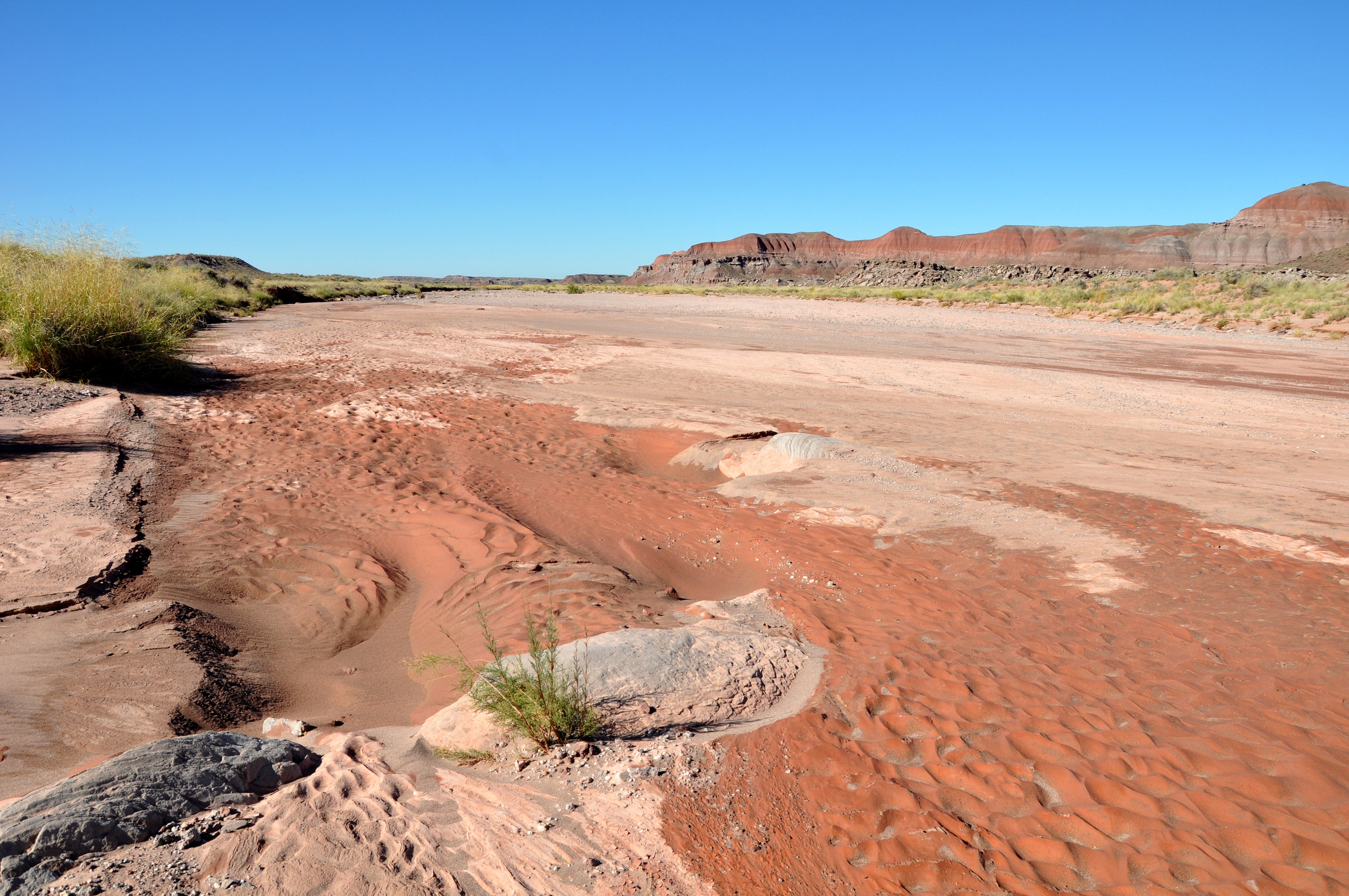
Il Lithodendron Wash, nella zona considerata incontaminata del parco (wilderness), si trova nella parte settentrionale dell'area protetta. L'ufficiale e militare statunitense Amiel Whipple studiò il corso d'acqua nel 1853

Dopo che il Sud-ovest divenne parte degli Stati Uniti, gli esploratori continuarono a cercare delle rotte agevoli che potessero correre da est a ovest lungo il 35º parallelo. Nel 1853, una spedizione guidata dal tenente dell'esercito statunitense Amiel Whipple effettuò un sopralluogo lungo un corso d'acqua sabbioso nella parte settentrionale della foresta pietrificata. Whipple fu così affascinato dalle peculiarità del legno locale lungo le rive dell'arroyo che lo chiamò Lithodendron Creek (Stone Tree Creek, ovvero "torrente dell'albero pietroso"). Il geologo Jules Marcou, al seguito del gruppo di Whipple, intuì che gli alberi pietrificati risalivano al Triassico.
In epoca leggermente successiva fu realizzata tra il 1857 e il 1860 lungo il parallelo una strada per carri, che prevedeva l'uso sperimentale di cammelli come mezzo di trasporto. Verso la fine del XIX secolo, i coloni e le compagnie private di diligenze batterono percorsi simili da est a ovest. Coloro ai quali erano state donate delle terre in zona in virtù dell'Homestead Act crearono allevamenti di bestiame nelle praterie, e i capi pascolarono nella foresta pietrificata fino alla metà del Novecento.
Vicino al 35° parallelo correva anche la Atlantic and Pacific Railroad. La sua apertura, avvenuta poco dopo il 1880, portò alla fondazione di città come Holbrook e Adamana. I visitatori potevano fermarsi alla stazione ferroviaria di Adamana, prenotare una camera d'albergo e compiere un'escursione in quella che allora era chiamata la foresta di calcedonio (Chalcedony Forest). Nel corso degli anni, la tratta ferroviaria cambiò proprietario, finendo prima in mano alla Atchison, Topeka and Santa Fe Railway e poi alla BNSF. Oltre 60 treni della BNSF, perlopiù carichi di merci, attraversano il parco ogni giorno. La U.S. Route 66, la vecchia autostrada transcontinentale nata nel 1926 e che ricalcava parzialmente l'ancora più vecchia National Old Trails Road, la quale collegava Los Angeles a Baltimora, correva parallela ai binari della ferrovia fino alla sua dismissione nel 1985. Il parco ha conservato all'interno dei suoi confini una piccola sezione erbosa della strada. L'antica autostrada è stata rimpiazzata dall'Interstate 40 dell'Arizona.

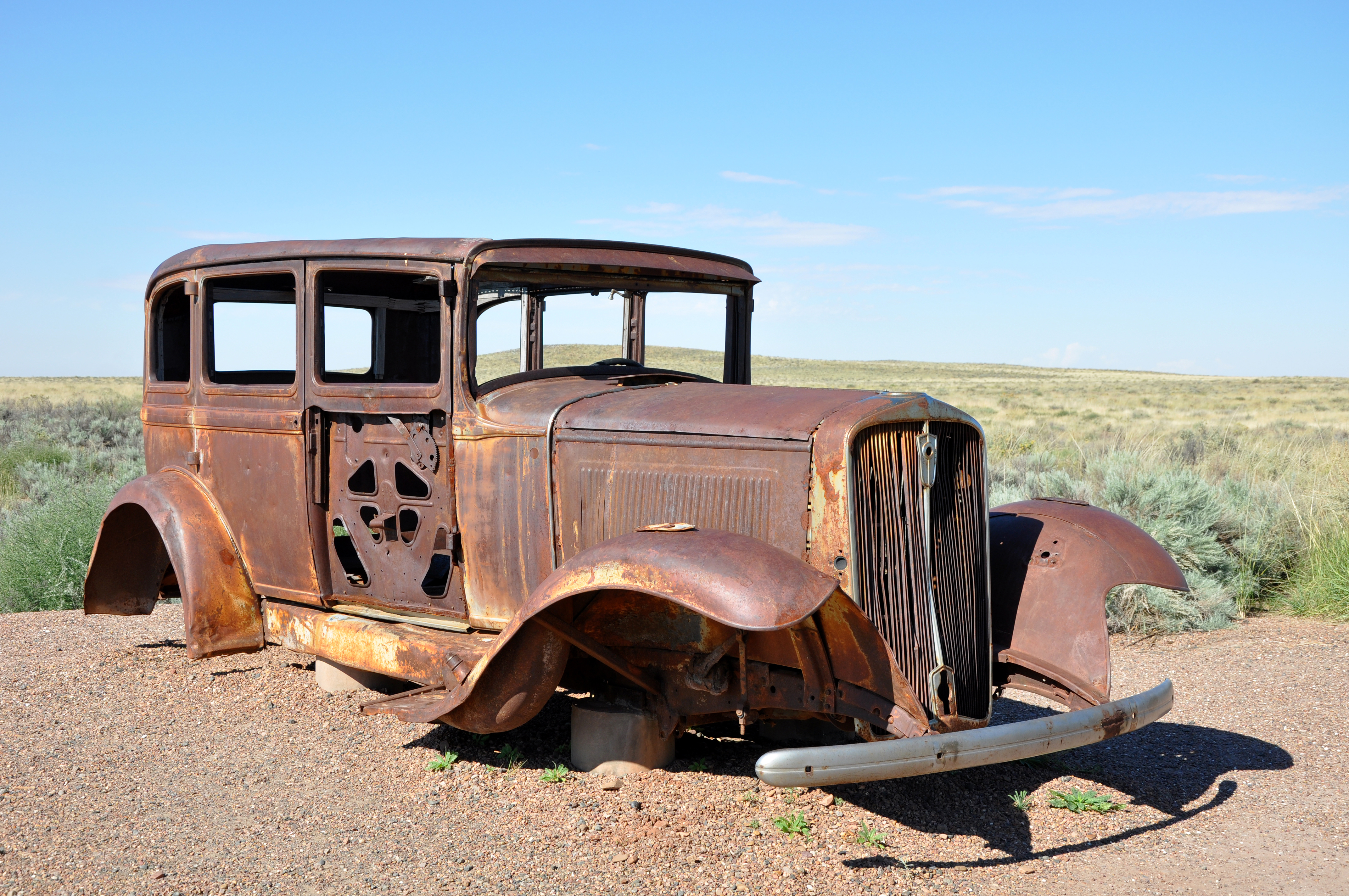
Mostra commemorativa della U.S. Route 66, una storica autostrada transcontinentale che attraversava il parco

Il crescente interesse turistico e commerciale per il legno pietrificato durante la fine del XIX secolo iniziò ad allarmare i residenti della regione. Nel 1895, la legislatura territoriale dell'Arizona chiese al Congresso degli Stati Uniti di istituire un parco nazionale dedicato alla foresta pietrificata. Sebbene questo primo tentativo fallì, nel 1906 l'Antiquities Act firmato dal presidente Theodore Roosevelt portò alla nomina della foresta pietrificata come monumento nazionale. Tra il 1934 e il 1942, il Civilian Conservation Corps federale costruì strade, sentieri e strutture nella zona e il governo acquisì ulteriore terreno nella sezione del Deserto Dipinto. Il monumento fu infine convertito un parco nazionale nel 1962. Sei anni dopo la firma del Wilderness Act nel 1964 da parte del presidente Lyndon B. Johnson, fu designata un'area incontaminata nel parco nell'ambito del sistema del National Wilderness Preservation System, limitando così le attività antropiche. Nel 2004, il presidente George W. Bush firmò una legge che autorizzava l'eventuale espansione del parco da 378 a o 884 km2. La nascita dell'area protetta non ha arrestato il fenomeno del furto del legno pietrificato, che ha sempre rappresentato un annoso problema. Nonostante sia stato istituito un gruppo di sette guardaparchi del National Park Service, dei recinti, dei segnali di avvertimento e la minaccia di una multa di 325 dollari, si stima che ogni anno vengano rubati dalla foresta pietrificata circa 11 000 kg di legno fossile.
Jesse Walter Fewkes, il primo archeologo a visitare le rovine di Puerco, predisse alla fine del XIX secolo che avrebbero custodito innumerevoli reperti. Il conservazionista John Muir condusse i primi scavi delle rovine nel 1905-1906. Sebbene non pubblicò i suoi risultati, esortò il governo federale a preservare la foresta pietrificata. Il lavoro degli archeologi professionisti ebbe inizio all'inizio del XX secolo, quando Walter Hough condusse degli scavi nell'area di Puerco e in altri siti. Negli anni Trenta, la Civil Works Administration finanziò la ricerca nel parco condotta dagli archeologi H.P. Mera e C.B. Cosgrove. Un nuovo rilevamento del National Park Service della Foresta Pietrificata nei primi anni Quaranta identificò la maggior parte dei grandi siti con rovine in pietra e le successive ricerche dal 1978 hanno identificato un totale di oltre 600 siti di manufatti, molti dei quali di piccole dimensioni.
La prima esplorazione paleontologica nell'attuale parco fu effettuata nel 1899 dal paleobotanico Lester Ward, il cui materiale è attualmente conservato presso la Smithsonian Institution. Muir raccolse anche del materiale fossile, oggi custodito presso il museo di paleontologia dell'Università della California. Nel 1919, fu scoperto un cranio di fitosauro vicino a Blue Mesa nella foresta pietrificata da Ynez Mexia e inviato al museo di paleontologia di Berkeley. Nel 1921, Annie Alexander, fondatrice del museo, visitò Blue Mesa per raccogliere altri reperti legati al fitosauro o a creature preistoriche; ciò portò a ulteriori scavi ad opera del paleontologo Charles Camp. Quest'ultimo esercitò il maggior numero di studi all'inizio del XX secolo, ma ulteriori catalogazioni sono state compiute pure da esperti di musei di altre città statunitensi e da naturalisti. Nella seconda metà del XX secolo, le attività sono proseguite, fino a redigere un inventario di più di 300 siti fossili. La ricerca in paleontologia e archeologia continua a essere in corso nel parco nel XXI secolo.

## Clima
Secondo il sistema di classificazione climatica di Köppen, il parco nazionale della foresta pietrificata ha un clima freddo semi-arido (BSk). Secondo il Dipartimento dell'agricoltura degli Stati Uniti, la zona climatica di resistenza delle piante presso il centro visitatori del Deserto Dipinto alla quota di 1 757 m s.l.m. si attesta a 7a, con una temperatura minima estrema annuale media di -16,1 Cº.
I venti invernali possono raggiungere i 97 km/h, mentre brezze estive sono più leggere, benché il vento medio di 16 km/h provochi frequenti tempeste di sabbia e diavoli di sabbia, alcune delle quali raggiungono altitudini di diverse centinaia di metri.
La pioggia è più intensa da luglio a settembre, quando cade il 42% delle precipitazioni medie annuali del parco; agosto si conferma il mese più piovoso. Sopra i 1 500 m, si assiste a una leggera probabilità di nevicate tra ottobre e marzo, malgrado la copertura nevosa raramente si protragga per più giorni. La media annuale umidità relativa dell'area è inferiore al 50% e talvolta inferiore al 15%.
| Dati climatici del parco nazionale della foresta pietrificata, valori normali 1991-2020, estremi 1931-presente | Mesi  | Mesi  | Mesi | Mesi | Mesi | Mesi | Mesi | Mesi | Mesi | Mesi | Mesi  | Mesi  | Stagioni | Stagioni | Stagioni | Stagioni | Anno  |
| Dati climatici del parco nazionale della foresta pietrificata, valori normali 1991-2020, estremi 1931-presente | Gen   | Feb   | Mar  | Apr  | Mag  | Giu  | Lug  | Ago  | Set  | Ott  | Nov   | Dic   | Inv      | Pri      | Est      | Aut      | Anno  |
| --- | ----- | ----- | ---- | ---- | ---- | ---- | ---- | ---- | ---- | ---- | ----- | ----- | -------- | -------- | -------- | -------- | ----- |
| T. max. media (°C)                                                                                             | 16,8  | 20,3  | 24,6 | 28,6 | 33,1 | 37,7 | 38,2 | 36,4 | 33,8 | 29,8 | 23,5  | 17,8  | 18,3     | 28,8     | 37,4     | 29,0     | 28,4  |
| T. media (°C)                                                                                                  | 2,0   | 4,6   | 8,4  | 12,1 | 16,8 | 22,3 | 24,8 | 23,8 | 20,2 | 13,7 | 6,9   | 1,7   | 2,8      | 12,4     | 23,6     | 13,6     | 13,1  |
| T. min. media (°C)                                                                                             | −14,6 | −11,9 | −9,1 | −4,7 | −0,3 | 5,4  | 10,8 | 11,2 | 4,1  | −4,0 | −10,1 | −14,6 | −13,7    | −4,7     | 9,1      | −3,3     | −3,2  |
| T. max. assoluta (°C)                                                                                          | 23    | 25    | 31   | 33   | 37   | 42   | 41   | 39   | 37   | 33   | 28    | 22    | 25       | 37       | 42       | 37       | 42    |
| T. min. assoluta (°C)                                                                                          | −33   | −22   | −17  | −11  | −7   | −1   | 6    | 5    | −2   | −13  | −25   | −28   | −33      | −17      | −1       | −25      | −33   |
| Precipitazioni (mm)                                                                                            | 15    | 16    | 17   | 10   | 11   | 6,1  | 44,0 | 40,0 | 26,0 | 23,0 | 17,0  | 20,0  | 51,0     | 38,0     | 90,1     | 66,0     | 245,1 |
| Giorni di pioggia                                                                                              | 5,7   | 4,8   | 4,7  | 3,3  | 3,7  | 2,2  | 8,8  | 9,4  | 5,2  | 4,9  | 3,9   | 5,3   | 15,8     | 11,7     | 20,4     | 14,0     | 61,9  |
| Nevicate (cm)                                                                                                  | 2     | 1,5   | 2,0  | 0,0  | 0,0  | 0,0  | 0,0  | 0,0  | 0,0  | 0,51 | 0,76  | 0,2   | 3,7      | 2,0      | 0,0      | 1,3      | 7,0   |
| Giorni di neve                                                                                                 | 0,5   | 0,4   | 0,3  | 0,0  | 0,0  | 0,0  | 0,0  | 0,0  | 0,0  | 0,1  | 0,1   | 0,7   | 1,6      | 0,3      | 0,0      | 0,2      | 2,1   |

## Ambiente naturale

### Flora

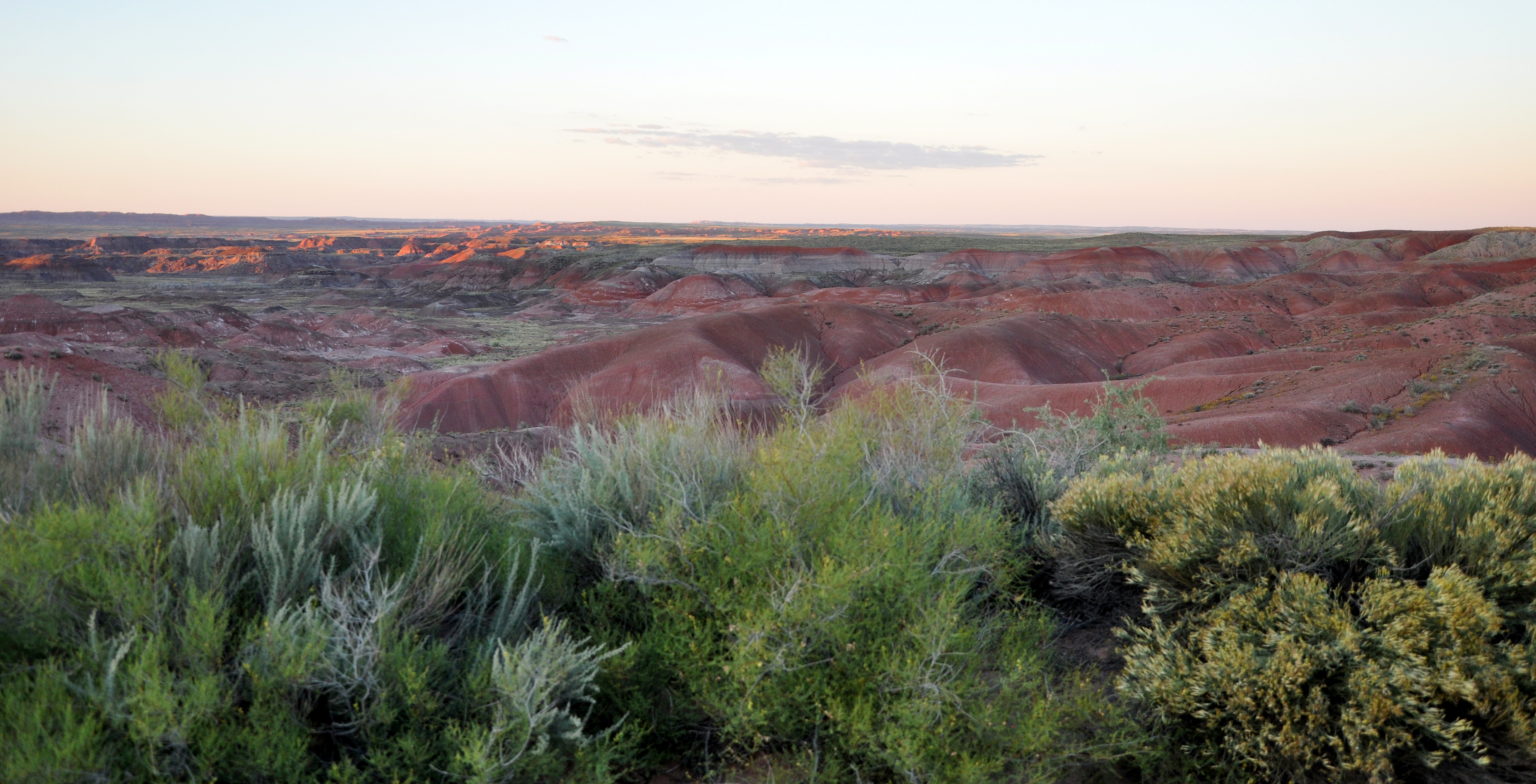
Vegetazione lussureggiante presso il Tiponi Point; il contrasto con gli aridi suoli del Deserto Dipinto è evidente

Secondo la classificazione del naturalista A.W. Kuchler con riferimento alla vegetazione naturale potenziale degli Stati Uniti, la foresta pietrificata rientra in due categorie. Essa ospita infatti un genere di vegetazione Grama Bouteloua/Galleta Hilaria tipico della steppa (53), con forme di vegetazione delle praterie del deserto (12), e un tipo di vegetazione che comprende conifere (23) tipiche delle foreste montane del Gran Bacino o del sud-ovest degli USA (4).
Uno studio del 2005 ha rilevato che nel parco sono presenti 447 specie vegetali, di cui 57 alloctone. Sebbene il parco sia noto per i suoi fossili e le sue terre desolate erose, esso si compone principalmente di una steppa arbustiva semidesertica. Protetto dallo sviluppo e dal sovrapascolo per molti anni, il parco vanta alcune delle praterie più incontaminate del nord-est dell'Arizona. Nella porzione settentrionale del parco, i terreni vulcanici della formazione Bidahochi favoriscono la presenza di un'abbondante vita vegetale lungo i limiti del Deserto Dipinto. In contrasto con le terre desolate relativamente spoglie sottostanti e circostanti, in varie aree del parco si scorgono arbusti, piccoli alberi, erbe e piante aromatiche.
Le piante dominanti nel parco includono più di 100 specie di erbe, molte delle quali autoctone della regione. Tra le erbe, crescono specie fiorite come l'enotera (oenothera), il giglio mariposa (Calochortus) e il linum lewisii, così cone arbusti quali l'artemisia comune (artemisia tridentata), l'arnica (atriplex) e il chrysothamnus. Tra l'ampia varietà di erbe rientrano numerose graminacee. Tra le specie alloctone che stanno soppiantando quelle autoctone figurano la sempreverde eragrostis e il bromus.
Alberi e arbusti crescono nelle zone riparie lungo i corsi d'acqua del parco. I aalici e i pioppi sono le piante più grandi, assieme a giunchi e carici. È lì che l'invasiva tamerice eurasiatica minaccia maggiormente le piante autoctone, appropriandosi sella maggior parte dell'acqua disponibile e aumentando la salinità del terreno trasudando sale attraverso le sue foglie.

### Fauna

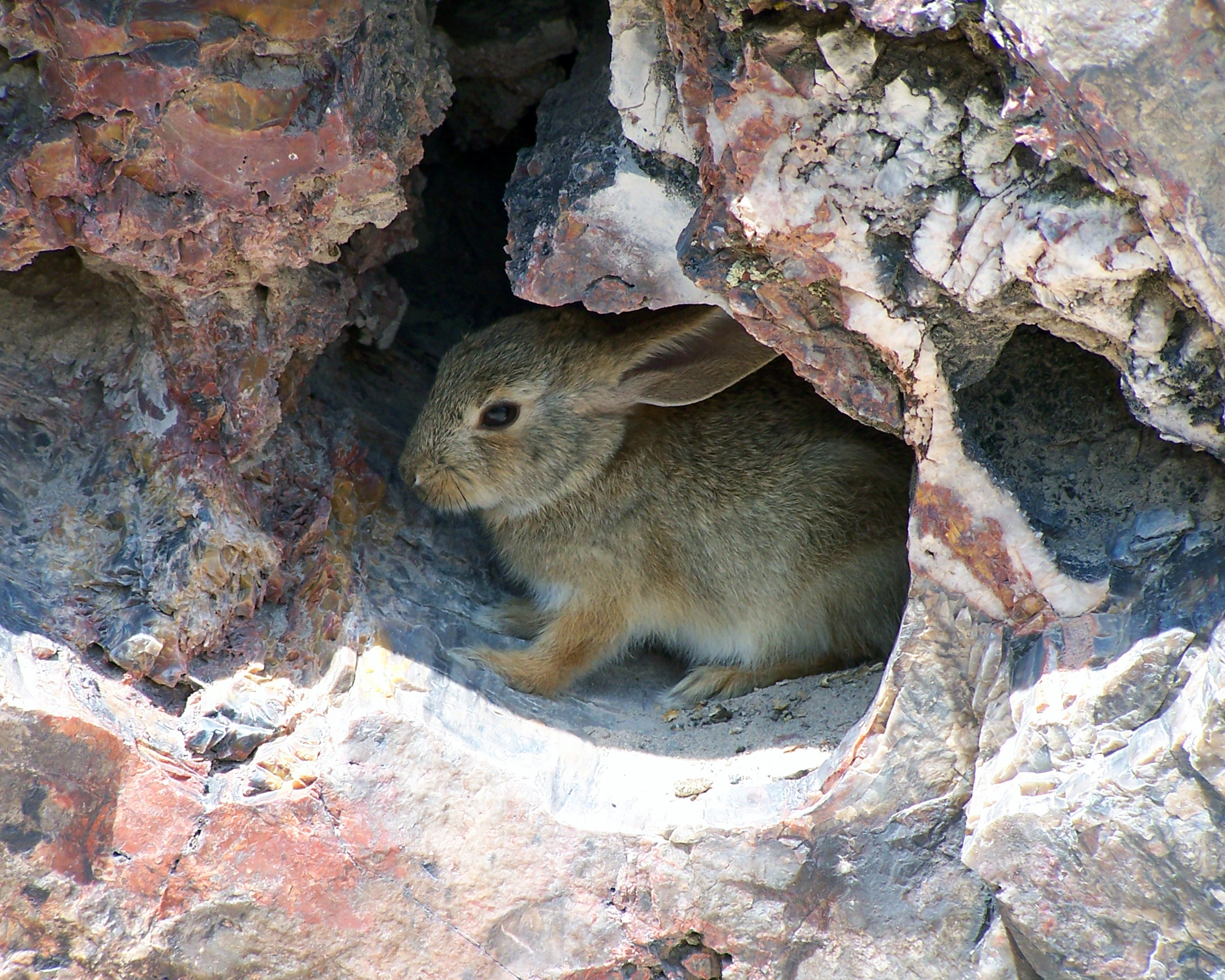
Silvilago del deserto (Sylvilagus audubonii) nel parco

Tra gli animali di taglia più ampia che vagano nelle praterie si annoverano le antilocapre (Antilocapra americana), i silvilaghi del deserto (Sylvilagus audubonii), i cani della prateria dalla coda nera (Cynomys ludovicianus), i coyote (Canis latrans), le linci rosse (Lynx rufus) e le volpi. Le antilocapre, gli animali terrestri più veloci del Nord America, sono in grado di compiere scatti rapidi raggiungendo i 97 km/h, attestandosi così come secondo animale più veloce della Terra. I vasi sanguigni nelle enormi orecchie dei silvilaghi consentono loro di termoregolare la temperatura corporea. Essi sono noti per i loro scatti fulminei, i lunghi salti e i percorsi a zigzag, tutte caratteristiche grazie alle quali cercano di sfuggire alle aquile reali (Aquila chrysaetos) e da altri predatori. I cani della prateria vivono in grandi colonie o comunità, interagendo con molte altre specie con cui condividono cibo e riparo. I coyote si nutrono principalmente di roditori, ma non disdegnano anche frutta, rettili, insetti, piccoli mammiferi, uccelli e carogne.
Le linci rosse e i serpenti toro (Pituophis melanoleucus) cacciano animali più piccoli, come i topi cervini (Peromyscus) e i citelli antilopi dalla coda bianca (Ammospermophilus leucurus) nelle zone riparie del parco. I pipistrelli occidentale (Parastrellus hesperus) si nutrono di insetti, e i pipistrelli pallidi (Antrozous pallidus) di coleotteri, centopiedi (Chilopoda), cicale (Cicadoidea), mantidi religiose (Mantis religiosa), scorpioni (Scorpiones) e altri artropodi. In prossimità del Deserto Dipinto, piccoli animali trovano cibo e riparo tra il fogliame più fitto e talvolta i cervi muli (Odocoileus hemionus) frequentano la zona.
Più di sedici tipi di lucertole e serpenti vivono in vari habitat nel parco e sopravvivono nutrendosi di grandi quantità di insetti, ragni, scorpioni, altri rettili e piccoli mammiferi. La lucertola dal collare (Crotaphytus collaris), presente praticamente ovunque, è la più grande e la più comune.

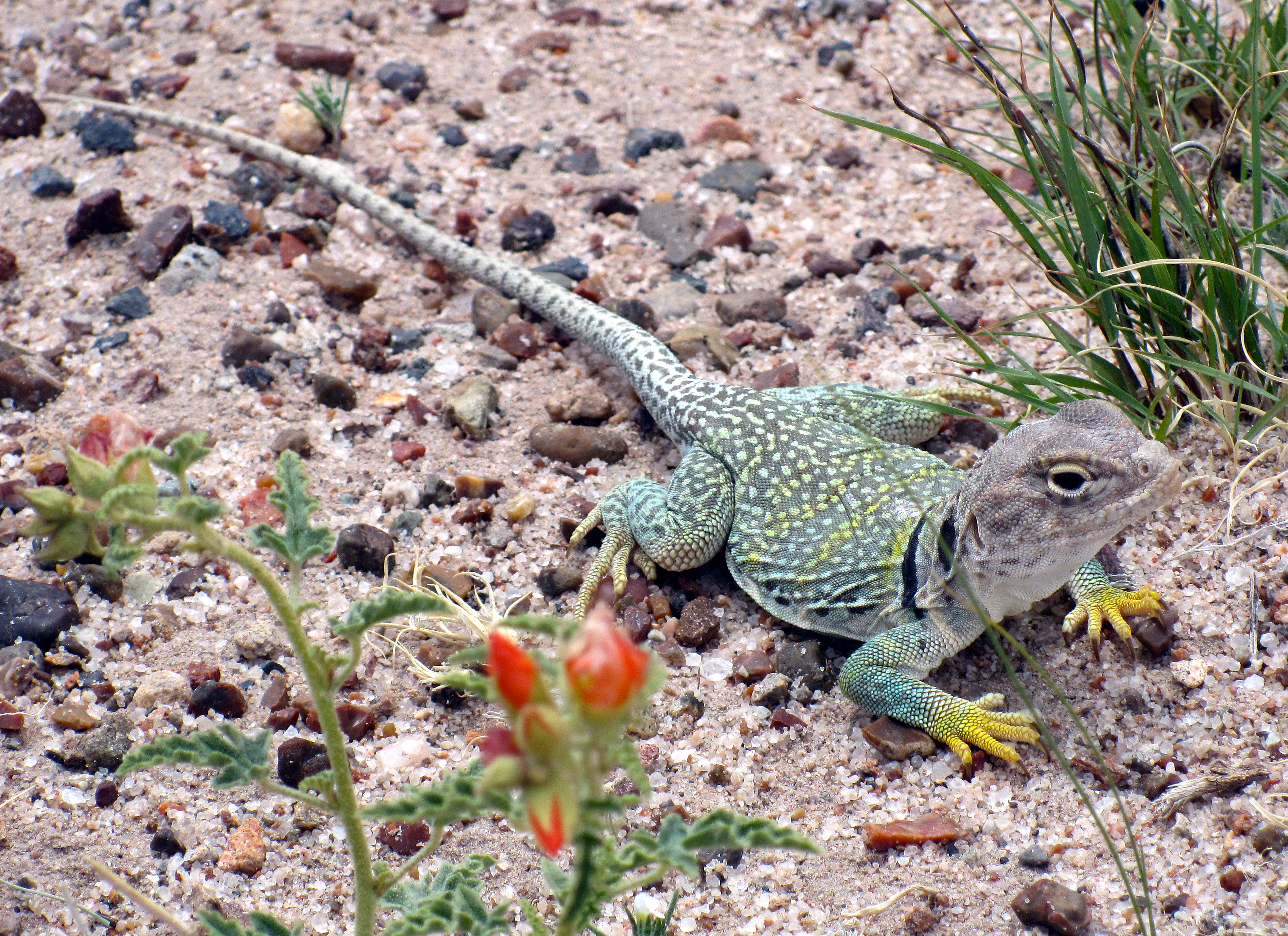
La lucertola dal collare, la più grande del parco

I coda di frusta (Teiidae) a strisce degli altopiani, una specie composta interamente da femmine, preferiscono le praterie e le aree sviluppate. La lucertola Uta stansburiana vive nelle aree rocciose del parco, ma viene avvistata raramente. I serpenti tigre, che a volte emulano il comportamento dei serpenti a sonagli quando vengono disturbati, sono tra i serpenti più comuni del parco. Il crotalo delle praterie (Crotalus viridis), l'unico serpente velenoso presente nel parco, predilige praterie e zone arbustive.
Nel parco nazionale della foresta pietrificata sono stati identificati sette tipi di anfibi, i quali non bevono acqua ma la assorbono attraverso la loro pelle permeabile. Le salamandre tigre (Ambystoma tigrinum), che si trovano nelle praterie e vicino ai principali corsi, sono le uniche specie di salamandra avvistate in Arizona. I rospi di Woodhouse (Anaxyrus woodhousii), assai sfuggenti, sono i più grossi del parco. Essi prediligono le praterie, i corridoi ripari e le aree verdi. I rospi macchiati di rossi (Anaxyrus punctatus), più attivi nella stagione delle piogge, da luglio a settembre, si trovano nelle zone rocciose vicino ai corsi d'acqua e negli anfratti. Il rospo del Gran Bacino (Anaxyrus cognatus), il più comune nella regione, si allontana di rado dalle praterie, mentre tra gli ulteriori generi di rospi che si possono scorgere si annoverano delle specie riscontrate anche nel Nuovo Messico.

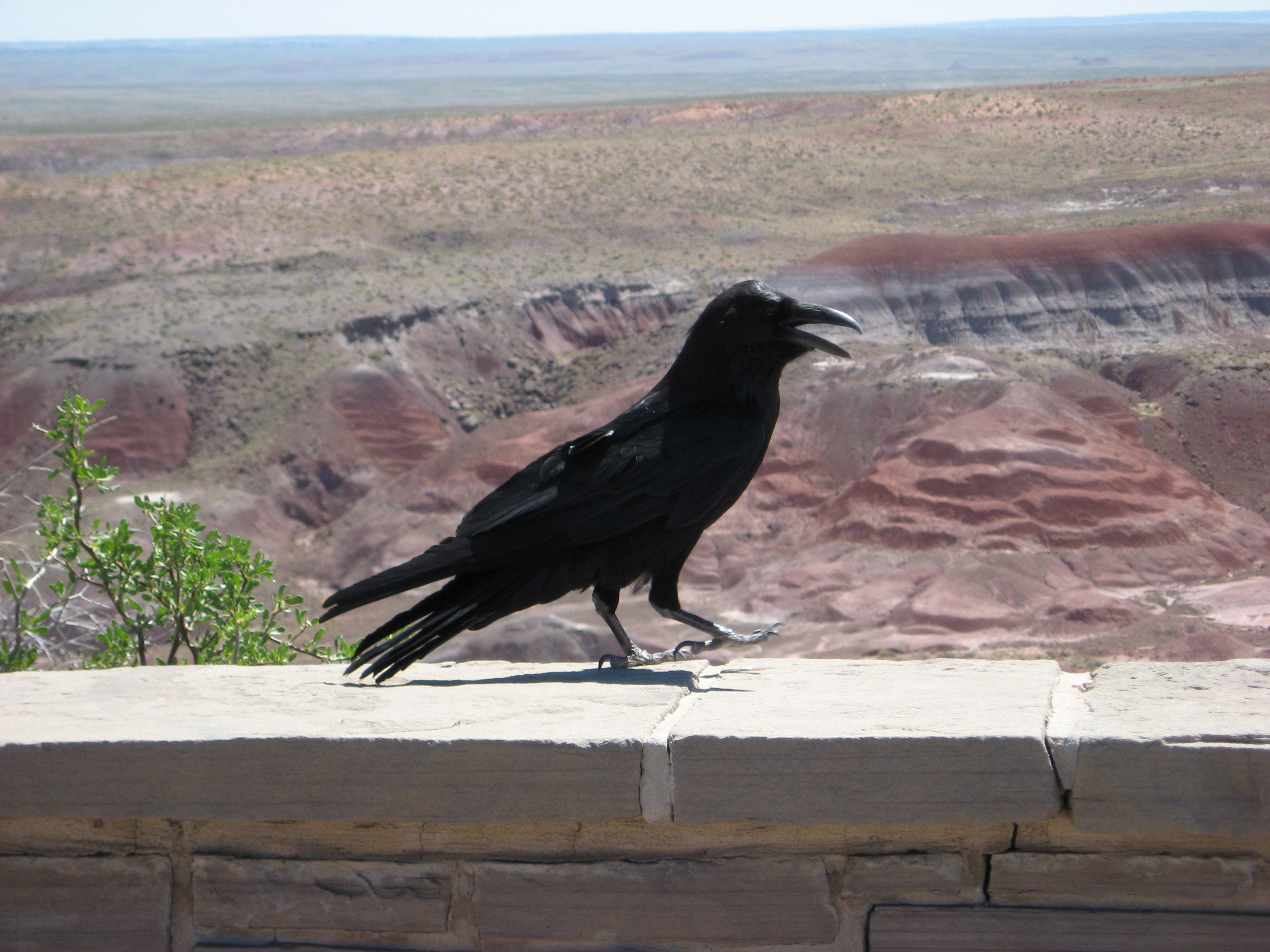
Un corvo imperiale (Corvus corax) nel parco

Uno studio realizzato nel 2006 ha identificato 216 specie di uccelli riscontrate sin da quando divenne un'area protetta nel 1906. Di queste, 23 di esse si riproducono all'interno del parco, mentre su altre 6 non si ha certezza; altre 18 non si allontanano invece mai dal parco durante l'anno. 35 specie vivono nel parco solo in estate e 11 soltanto durante l'inverno. La più ampia diversità di uccelli si riscontra durante le migrazioni autunnali e invernali.
I rapaci, gli uccelli canterini e quelli di terra si trovano nelle praterie del parco, mentre il corridoio ripario del fiume Puerco è prediletto dalle specie presenti per tutto l'anno e per quelle migratorie come i luì (Phylloscopus), i vireonidi (Vireonidae), avocette (Recurvirostra americana) e corrieri (Charadrius vociferus). Le aree sviluppate attorno al centro visitatori e al museo attraggono le piranga occidentali (Piranga ludoviciana), parule eremite (Setophaga occidentalis), ciuffolotti messicani (Haemorhous mexicanus) e altri ancora. Anche uccelli costieri e uccelli orientali visitano il parco.
Ulteriori volatili scorti nel parco risultano il corvo imperiale (Corvus corax) e la sturnella allodola occidentale (Sturnella neglecta), noto per le sue doti canore. Il colibrì di Anna (Calypte anna), che può librarsi e volare all'indietro e in avanti, è tra gli uccelli più piccoli del parco. Il maggiore è invece la già citata aquila reale, con le ali pan fino a due metri.

## Turismo

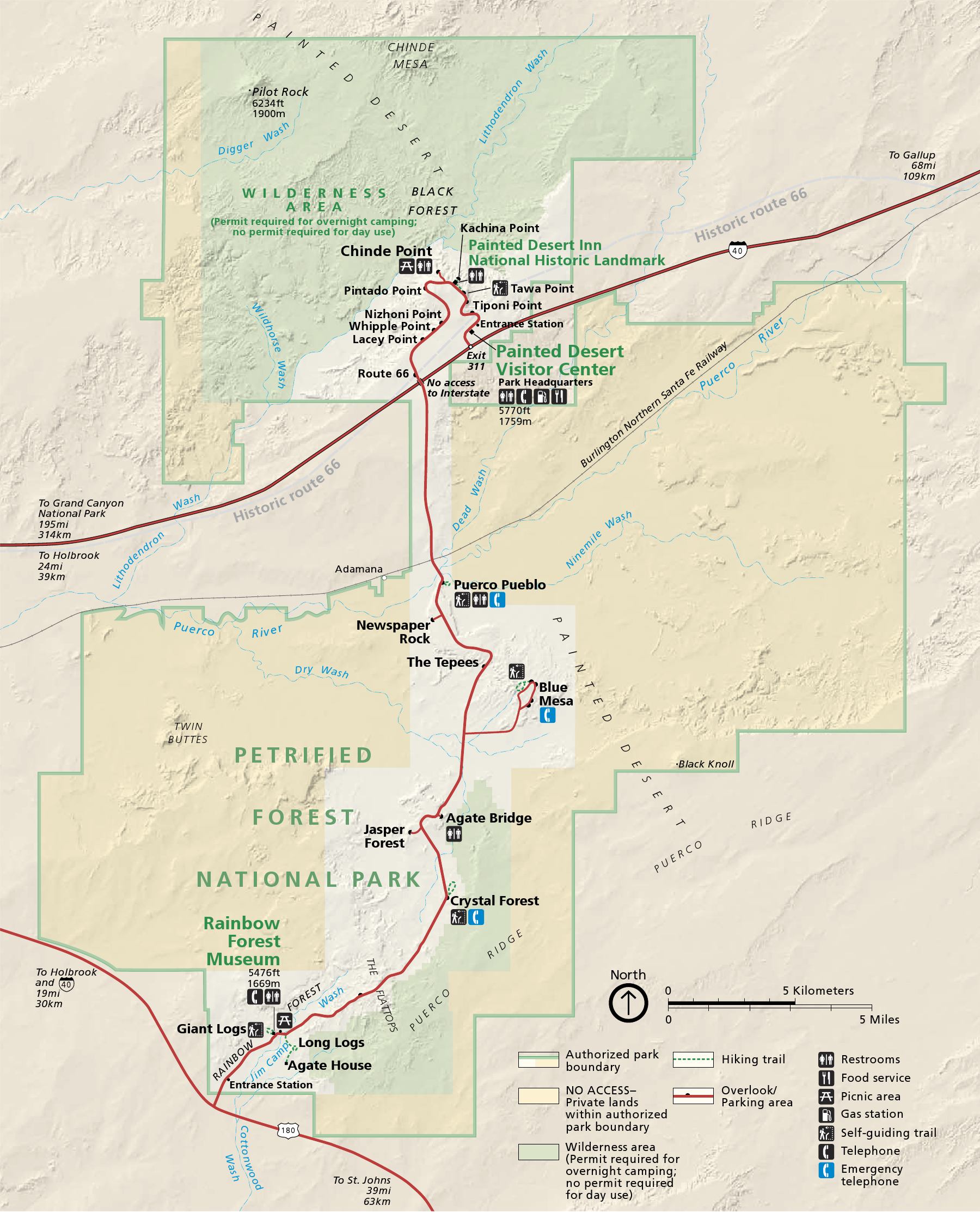
Cartina del parco

Il parco è aperto tutti i giorni tranne in concomitanza del Natale, con un orario che varia leggermente a seconda delle stagioni. Il Painted Desert Inn (un museo storico e una libreria) è aperto anch'esso tutto l'anno, tranne a Natale. Gli orologi del parco sono sempre impostati sul fuso orario delle montagne (UTC-7), poiché l'Arizona non adotta l'ora legale.
Il centro visitatori del Deserto Dipinto, progettato dall'architetto modernista Richard Neutra, rientra nel distretto storico del complesso comunitario del Deserto Dipinto iscritto nel registro nazionale dei luoghi storici. Altri otto siti all'interno del parco figurano anch'essi nel registro nazionale, tra cui il Painted Desert Inn e le cabine associate, l'Agate House Pueblo, il distretto archeologico delle iscrizioni rupestri e delle rovine archeologiche del Deserto Dipinto, il distretto archeologico Newspaper Rock Petroglyphs, il Puerco Ruin, il Flattop Site (un sito archeologico), il distretto archeologico Twin Buttes e la 35ª Parallel Route, conosciuta anche come Beale Camel Trail. Il Painted Desert Inn è stato elevato al rango di monumento nazionale nel 1987.
Il centro visitatori, situato vicino all'ingresso nord del parco, offre informazioni ai visitatori e mostra un filmato di orientamento di 20 minuti, "Timeless Impressions", una volta ogni mezz'ora. Ospita una libreria, mostre, un ristorante aperto dalle 8:00 alle 15:00, un negozio di souvenir, una stazione di servizio, un ufficio postale aperto dalle 11:00 alle 13:00 dal lunedì al venerdì, una cassetta postale e dei bagni pubblici. Il complesso del museo di Rainbow Forest si trova a 3,2 km a nord dell'ingresso meridionale del parco e funge sia da centro informazioni che come luogo di proiezione di "Timeless Impressions" una volta ogni mezz'ora. Vi si trova una libreria, mostre di fossili, un tour virtuale interattivo del Triassico, un servizio di ristorazione limitato, un negozio di souvenir e dei bagni pubblici. Anche presso il Painted Desert Inn è possibile apprendere delle informazioni relative al parco.

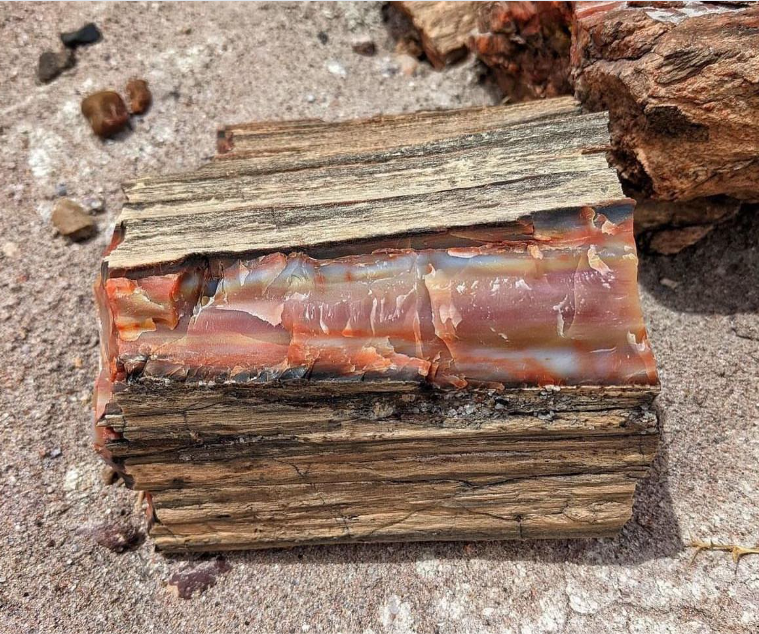
Primo piano di un esempio di legno pietrificato

Non sono disponibili campeggi o alloggi per trascorrere la notte nel parco, sebbene le comunità vicine come Holbrook offrano motel e altre strutture ricettive. Il parcheggio notturno non è consentito, tranne nel caso di chi vanta dei permessi finalizzati a compiere escursioni nella zona più incontaminata dell'area protetta. È possibile compiere delle visite turistiche in autonomia a bordo di automobili, motociclette, tour commerciali, biciclette e seguendo percorsi escursionistici. La strada del parco, i parcheggi e le aree di sosta sono abbastanza ampie da ospitare veicoli di grande dimensione. Non è consentito viaggiare con veicoli fuoristradali, comprese le mountain bike. Con poche eccezioni come la vecchia Highway 66, le biciclette devono percorrere strade asfaltate come la strada principale del parco, lunga 45 km, ed evitare sentieri e superfici non asfaltate.
I sette sentieri escursionistici inclusi nel parco, alcuni dei quali asfaltati, variano in termini di lunghezza da meno di 0,8 a quasi 4,8 km. Gli animali domestici sono ammessi su questi sentieri se tenuti al guinzaglio, mentre l'accesso è come detto interdetto alle biciclette. Questi sentieri denominati sono Painted Desert Rim, Puerco Pueblo, Blue Mesa, Crystal Forest, Giant Logs, Long Logs e Agate House. Vi sono inoltre nove percorsi escursionistici giornalieri recentemente sviluppati su percorsi sterrati e in gran parte non segnalati chiamati escursioni "Off the Beaten Path". Escursionisti e viaggiatori possono visitare anche le aree ritenute incontaminate del parco. Sono richiesti permessi gratuiti per i pernottamenti, rilasciati dal centro visitatori del Deserto Dipinto, dal Painted Desert Inn e dal Rainbow Forest Museum. La maggior parte degli esploratori accede all'estremità nord del parco, dove sono disponibili un parcheggio e un sentiero di accesso al Painted Desert Inn. Il campeggio di gruppo è limitato a otto persone. L'equitazione è consentita nella zona considerata incontaminata; l'acqua per i cavalli è disponibile presso la stazione di servizio vicino al centro visitatori del Deserto Dipinto. Cavalieri ed escursionisti sono invitati a percorrere il più possibile i corsi d'acqua asciutti per ridurre l'impatto sui già fragili terreni desertici.
I guardaparchi offrono una varietà di programmi disponibili. Tra gli eventi programmati regolarmente rientrano un tour al Painted Desert Inn, una panoramica sul Triassico presso la veranda del museo di Rainbow Forest, una conferenza o una passeggiata lungo il Giant Logs Trail dietro al museo e un'escursione guidata a Puerco Pueblo. Il parco ospita eventi speciali correlati alla Settimana delle scienze della Terra (nella seconda settimana di ottobre) e al Mese nazionale del patrimonio degli indiani d'America. Ogni sabato dal fine settimana del Memorial Day al Labor Day al Painted Desert Inn, gli artigiani della regione svolgono dimostrazioni pratiche inerenti ai popoli antichi, alle relazioni intertribali e alle culture di discendenza europea. Per studenti e insegnanti, i guardaparchi offrono materiale didattico e forniscono informazioni durante le gite scolastiche. In alcuni anni, durante i mesi estivi, gli artisti in residenza lavorano nel parco.